# Inventory of seeds and plants imported by the Office of Foreign Seed and Plant Introduction, United States Department of Agriculture
Inventory of seeds and plants imported by the Office of Foreign Seed and Plant Introduction, United States Department of Agriculture (abreviado Invent. Seeds U.S.D.A. Bur. Pl. Industr.) fue una revista con ilustraciones y descripciones botánicas que fue editada en Washington D. C., desde 1912 hasta 1924. Fue reemplazada por Inventory, United States Department of Agriculture.